# 수령공주
수령공주 주헌위(중국어: 壽寧公主 朱軒媁, 1592년 - 1634년)는 명나라의 공주이며, 명 신종의 7녀이다. 명 공종의 동복동생이며, 어머니는 귀비 정씨이다.
만력 20년생이다. 만력 37년, 공주가 염흥양에게 하가했는데, 명 신종은 5일마다 조정에 오도록 명했고, 다른 달들보다 훨씬 더 많은 은혜를 베풀었다. 숭정 말기에 낙양이 함락되자, 명 사종은 부마 염흥양과 왕유민, 급사 중엽에게 복왕세자 (훗날 남명 홍광제)를 위문하도록 명했다. 숭정 7년, 수령공주는 43세의 나이로 사망했다.
명나라가 멸망했을 때, 부마 염흥양은 대순군에 잡혀가 고문을 당했고, 공주의 유산을 모두 몰수당했다. 부마 염흥양은 비통하고 분한 감정을 참으며, 스스로 목을 매 죽었다.

## 생애
수령공주는 명 신종 주익균의 7녀로, 만력 20년 (1592년) 3월 10일에 태어났으며, 이름은 주헌위이고, 어머니는 귀비 정씨이다. 
만력 36년 (1608년) 7월 27일, 명 신종은 귀비 정씨와의 사이에서 태어난 총애하는 딸을 위해 남성병마부지휘를 선택하였고, 염봉양의 아들 염흥양이 부마도위로 선택되었다.
만력 37년 (1609년) 정월 18일, 명 신종은 예부에 일러, 황7녀를 수령공주로 책봉하고, 같은 해 4월 13일에 하가하기로 확정하였다.
만력 37년 2월 15일, 부마 염흥양은 문화문에서 고봉을 받고, 관복을 하사받았고, 같은 날 주헌위는 책봉례를 하고 정식으로 수령공주가 되었다.
같은 해, 4월 13일, 수령공주는 안휘 출신의 젊은 염흥양에게 하가했다. 공주가 하가한 날, 명 신종이 5일마다 궁에 돌아와 부황과 모비에게 문안인사를 하라는 조서를 내렸다.